# 大原幽学

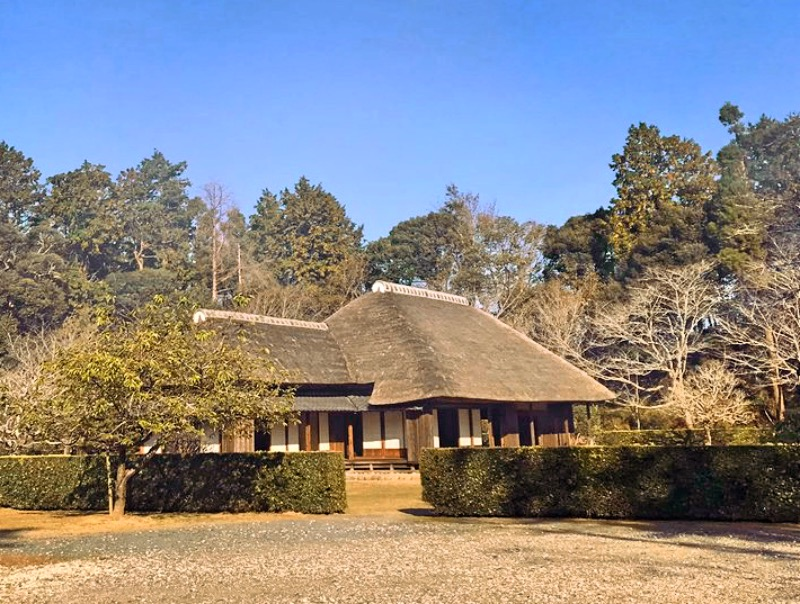
千叶县旭市的大原幽学故居

大原幽学（日语：おおはら ゆうがく，1797年4月13日—1858年4月21日），日本农学家、哲学家、经济学家。他融合佛教、神道教和儒家思想，形成“性理学”来指导农业合作运动，于1838年组织农村信用合作组织“先祖株”，促进了当地农业的发展。后因传播性理学为幕府猜忌，两次被捕，乃至自杀。

## 生平
大原幽学原是尾张藩侍大道寺直方次子，1814年因与人决斗，后过着浪人生活，游历各地，教授武术，也为人算命。其间他研习儒学、佛教及神道，受到石田心学和伊吹山松尾寺提宗和尚影响，1830年前后决心进行教化民众的社会实践活动，开始定居下总国。从1835年长居下总国香取郡长部村，指导农民整理耕田、采用新技术改良农业经营、组织信用合作组织“先祖株”，使当地农业生产合理化。他传授性理学思想，鼓励勤俭、禁止赌博、努力让学童们都可以上学，到1848年，长部村已成为郡里的模范乡村。
1850年大原幽学建立教导所“改心楼”，开始公开讲授性理学，倡导祭祀祖先、勤俭和知足安分的生活，听讲者颇多，同时也逐渐引起幕府的疑忌。1852年附近村民到改心楼闹事，引发骚乱，勘定奉行逮捕了大原幽学。之后五年大原幽学一直在为自己伸冤。1857年，大原幽学又因煽动叛乱被逮捕，关押百日。幕府下令停止他的农业合作活动，其教学也被查禁。翌年切腹自杀。

## 大原幽学纪念馆

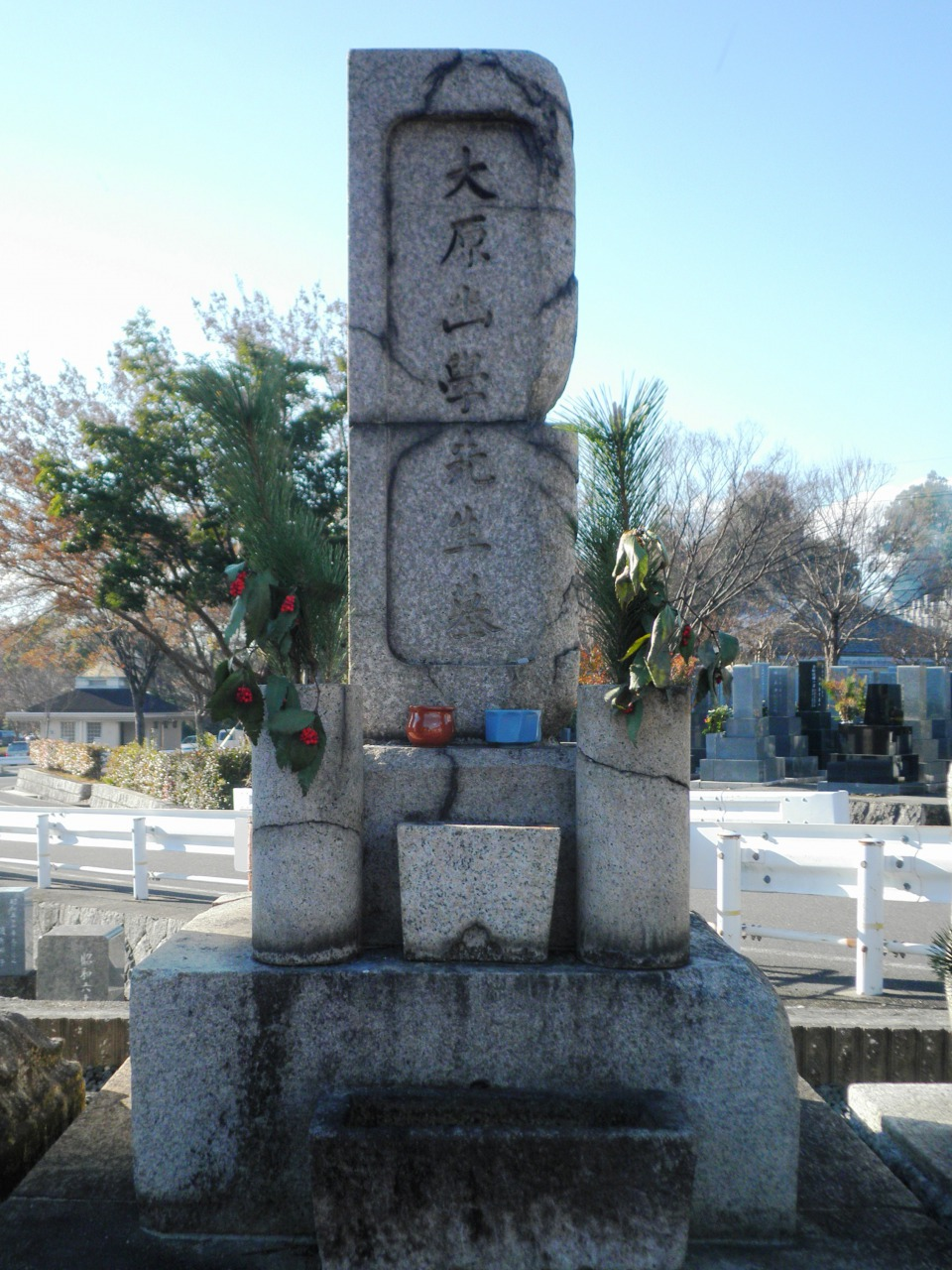
大原幽学墓碑

大原幽学在长部村的住所和他的墓一起于1952年被列为国家古迹。住所是他自己设计，是简单的八榻榻米的房间。住所附近建立了大原幽学纪念馆。其教学地“改心楼”在他第一次被捕后就已被毁，原址现为神社。
在名古屋平和公园的万松寺墓域也有大原幽学的墓碑

## 影视改编
- 月の出の決闘，1947年
- 天保水浒传 大原幽学，1976年

## 外在链接
- Asahi City home page （页面存档备份，存于） （日語）
- 大原幽学纪念馆 （日語）
- Chiba Prefecture home page （页面存档备份，存于） （日語）